# Дунама VII
Дунама VII (*д/н —1722 або 1726) — 31-й маї (володар) і султан Борну в 1700/1704—1722 або 1711—1726 роках.

## Життєпис
Походив з Другої династії Сейфуа. Син маї Алі II. Після смерті брата Ідріса IV, що сталася за різними відомостями 1700, 1704 або 1711 року, посів трон Борну.
Згідно з хроніки Сейфуа його правління було спокійним. З огляду на це висловлюється думка, що в цей час Борну досягла нового найбільшого піднесення.
Помер 1722 або 1726 року. Йому спадкував син Хадж-Хамдан.